# 元興駅
元興駅（ウォンフンえき）は、大韓民国京畿道高陽市徳陽区元興洞にある、韓国鉄道公社（KORAIL）一山線の駅。駅番号は(317)。

## 沿革
- 2014年
  - 10月1日 - 使用開始通知[1]。
  - 12月27日 - 開業。
- 2015年7月20日 - 無配置簡易駅になる[2]。

### 駅名の由来
駅の所在地が京畿道高陽市徳陽区元興洞であることに由来する。

## 駅構造

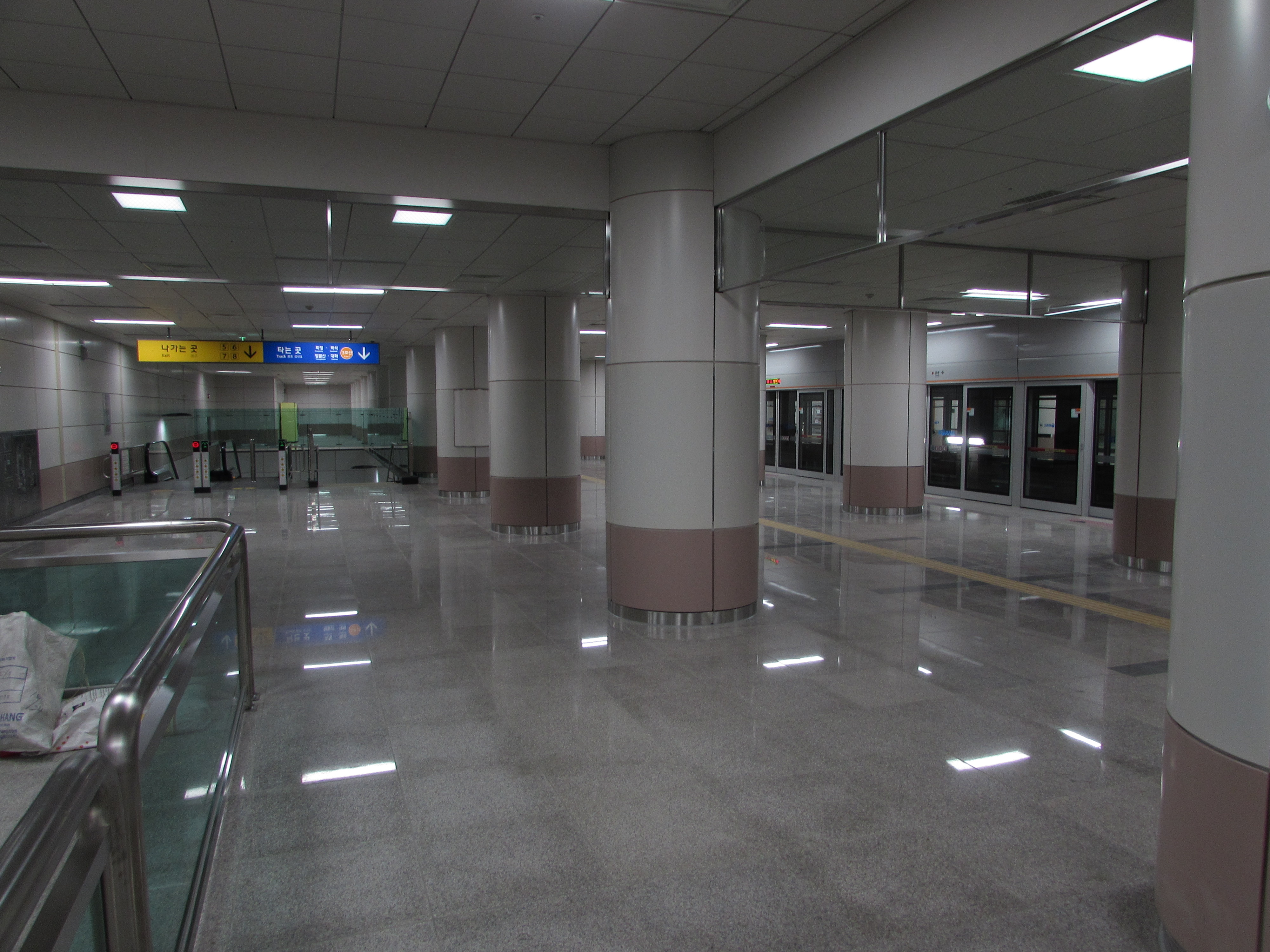
ホーム (2015年3月4日)

相対式ホーム2面2線を有する地下駅。駅出入口はそれぞれ上りホーム、下りホームと直結しており、ホーム中央部に連絡地下通路が設置されている。

### のりば
案内上ののりば番号は設定されていない。
| ホーム | 路線            | 行先                                    |
| ------ | --------------- | --------------------------------------- |
| 上り   | 3号線（一山線） | 大谷・大化方面                          |
| 下り   | 3号線（一山線） | 鍾路3街・高速ターミナル・水西・梧琴方面 |

## 利用状況
近年の一日平均利用人員推移は下記のとおり。
なお、2014年は開業日の12月27日から12月31日までの5日間の平均である。
| 路線   | 路線     | 2010年 | 2011年 | 2012年 | 2013年 | 2014年 | 2015年 | 2016年 | 2017年 | 2018年 | 2019年 | 出典  |
| ------ | -------- | ------ | ------ | ------ | ------ | ------ | ------ | ------ | ------ | ------ | ------ | ----- |
| 一山線 | 乗車人員 | 未開業 | 未開業 | 未開業 | 未開業 | 2,976  | 4,287  | 6,183  | 7,514  | 8,319  | 8,916  | [ 4 ] |
| 一山線 | 降車人員 | 未開業 | 未開業 | 未開業 | 未開業 | 2,536  | 3,686  | 5,345  | 6,567  | 7,455  | 8,211  | [ 4 ] |
| 路線   | 路線     | 2020年 | 2021年 | 2022年 | 2023年 |        |        |        |        |        |        |       |
| 一山線 | 乗車人員 | 7,364  | 8,269  | 9,852  | 10,836 |        |        |        |        |        |        |       |
| 一山線 | 降車人員 | 6,946  | 7,929  | 9,338  | 10,311 |        |        |        |        |        |        |       |

## 駅周辺
- 高陽市農業技術センター
- 農協大学校（朝鮮語版）
- 三松初等学校（朝鮮語版）

## 隣の駅
韓国鉄道公社
 一山線
元堂駅 (316) - 元興駅 (317) - 三松駅 (318)